# نورمن (اکلاهما)
نورمن (به انگلیسی: Norman) شهری در شهرستان کلیولند ایالت اکلاهما در جنوب‌مرکزی کشور ایالات متحده است که جمعیت آن در سرشماری سال ۲۰۱۰ میلادی، ۱۱۰٬۹۲۵ نفر بوده‌است.